# Konín
Konín je malá vesnice, část obce Velhartice v okrese Klatovy v Plzeňském kraji. Nachází se asi 2,5 kilometru severovýchodně od Velhartic. Konín leží v katastrálním území Drouhavec o výměře 2,6 km².

## Historie
První písemná zmínka o vesnici pochází z roku 1290.

## Obyvatelstvo
| Rok            | 1869 | 1880 | 1890 | 1900 | 1910 | 1921 | 1930 | 1950 | 1961 | 1970 | 1980 | 1991 | 2001 | 2011 | 2021 |
| -------------- | ---- | ---- | ---- | ---- | ---- | ---- | ---- | ---- | ---- | ---- | ---- | ---- | ---- | ---- | ---- |
| Počet obyvatel | 41   | 57   | 45   | 35   | 49   | 47   | 30   | 25   | 25   | 18   | 6    | 2    | 2    | 2    | 3    |
| Počet domů     | 8    | 8    | 8    | 8    | 8    | 7    | 7    | 9    | 9    | 7    | 5    | 4    | 7    | 7    | 7    |

## Obecní správa
Při sčítání lidu v letech 1850–1929 Konín byl osadou městyse Kolinec v okrese Klatovy. V letech 1930–1959 byl osadou obce Ujčín, se kterým patřil nejprve do okresu Klatovy, ale v roce 1950 v okrese Sušice. V letech 1960–1979 byl částí obce Hory Matky Boží v okrese Klatovy. Od 1. ledna 1980 je částí obce Velhartice v okrese Klatovy.